# Палаук
Палаук (бірм. ပလောက်, англ. Palauk) — містечко у м'янманській області Танінтаї. Є адміністративним центром однойменної підволості у районі М'єй.

## Географія
Лежить на узбережжі Андаманського моря між Тавоєм і волосним центром Пало, з якими сполучений магістральним шосе.

### Клімат
Громада знаходиться у зоні, котра характеризується мусонним кліматом. Найтепліший місяць — квітень із середньою температурою 30,8 °C. Найхолодніший місяць — серпень, із середньою температурою 28,1 °С.
| Клімат Палаука                                             | Клімат Палаука | Клімат Палаука | Клімат Палаука | Клімат Палаука | Клімат Палаука | Клімат Палаука | Клімат Палаука | Клімат Палаука | Клімат Палаука | Клімат Палаука | Клімат Палаука | Клімат Палаука | Клімат Палаука |
| Показник                                                   | Січ.           | Лют.           | Бер.           | Квіт.          | Трав.          | Черв.          | Лип.           | Серп.          | Вер.           | Жовт.          | Лист.          | Груд.          | Рік            |
| Середній максимум, °C                                      | 31,3           | 32,1           | 32,5           | 33             | 32,2           | 30,2           | 29,2           | 29,1           | 29,4           | 30,5           | 31,9           | 31,5           | 31,1           |
| Середня температура, °C                                    | 28,4           | 29             | 29,9           | 30,8           | 30,5           | 29,1           | 28,2           | 28,1           | 28,2           | 28,8           | 29,5           | 28,7           | 29,1           |
| Середній мінімум, °C                                       | 24,2           | 24,6           | 25,8           | 27,4           | 27,9           | 27,3           | 26,7           | 26,4           | 26,4           | 26,3           | 26,1           | 24,6           | 26,1           |
| Норма опадів, мм                                           | 61.6           | 44.7           | 97.2           | 171            | 633.5          | 1195.7         | 1261.9         | 1144.3         | 952.4          | 598.8          | 168.2          | 49             | 6378.3         |
| Днів з дощем                                               | 3              | 2              | 6              | 11             | 19             | 23             | 24             | 23             | 21             | 19             | 9              | 3              | 163            |
| Вологість повітря, %                                       | 68             | 70             | 72             | 74             | 77             | 82             | 83             | 83             | 83             | 80             | 74             | 68             | 76.2           |
| ---------------------------------------------------------- | -------------- | -------------- | -------------- | -------------- | -------------- | -------------- | -------------- | -------------- | -------------- | -------------- | -------------- | -------------- | -------------- |
| Джерело: Weather and Climate, World Weather Online (опади) |                |                |                |                |                |                |                |                |                |                |                |                |                |